# Hyundai Ioniq 9
Hyundai Ioniq 9  — середньорозмірний електричний кросовер виробництва Hyundai Motor Company.

## Огляд

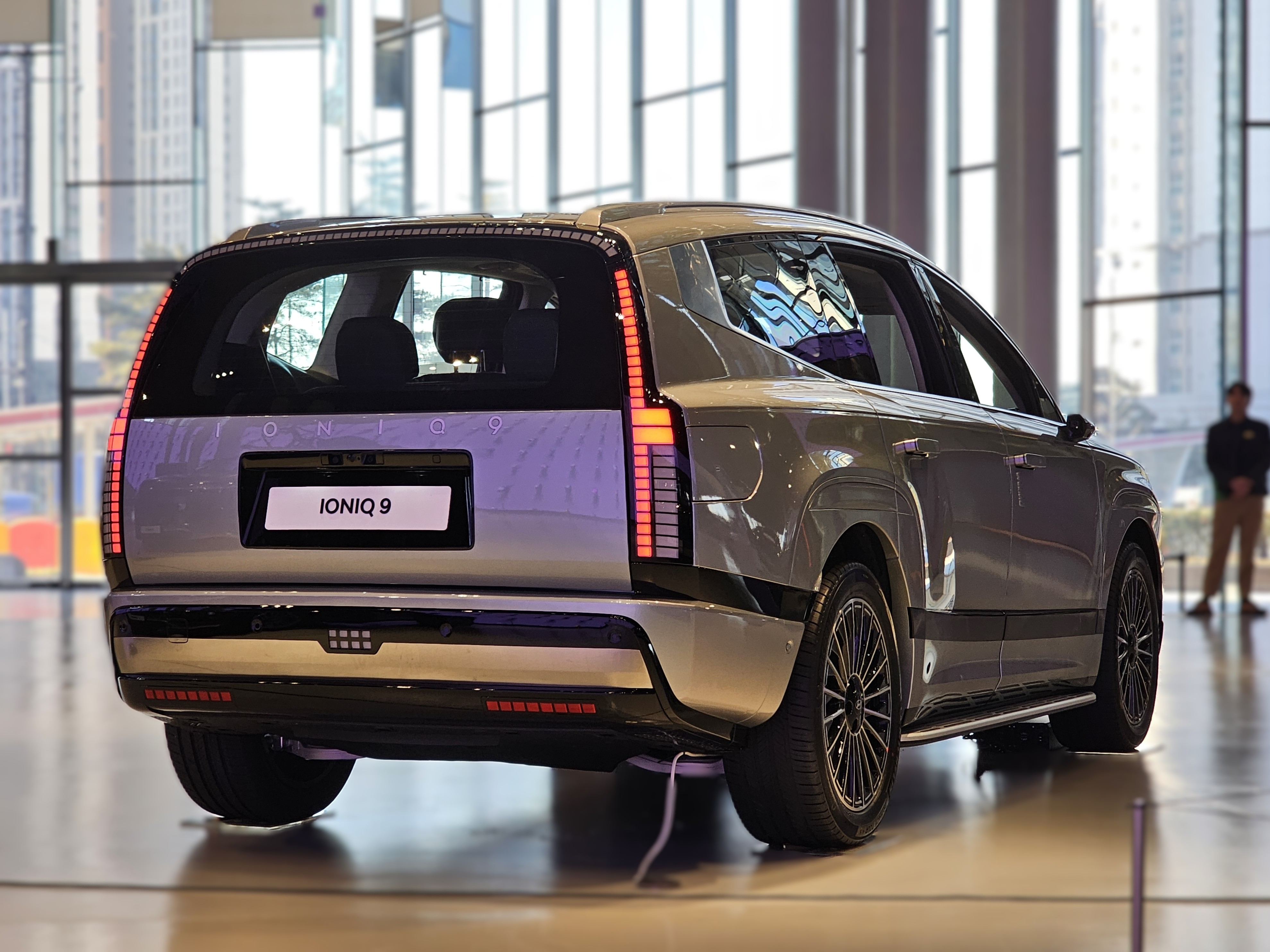

Ioniq 9 вперше був представлений як концепт Seven в 2021 році. 
Hyundai представила силует серійного Ioniq 9 через тизер в Інтернеті 30 жовтня 2024 року. Його було офіційно представлено 20 листопада 2024. 
Усі версії Ioniq 9 оснащені батареєю ємністю 110,3 кВт/год і продаватимуться в трьох різних конфігураціях. 
Моделі початкового рівня Long Range оснащені одним заднім електродвигуном, який видає 214 к.с. (160 кВт) і крутний момент 350 Нм. Hyundai каже, що ця модель може проїхати до 620 км за циклом тестування WLTP, якщо вона оснащена 19-дюймовими колесами.  Long Range додає двигун потужністю 94 к.с. (70 кВт) до передньої осі з додатковими 255 Нм крутного моменту. На вершині асортименту знаходиться Ioniq 9 Performance, який оснащений парою двигунів потужністю 214 к.с. (160 кВт) спереду та ззаду. Ця модель може розігнатися до 100 км/год за 5,2 секунди, тоді як Long Range AWD потрібно 6,7 секунди, щоб досягти тієї самої позначки, а моделі Long Range RWD — 9,4 секунди. Максимальна швидкість всіх моделей становить 200 км/год. 